# ابواسحاق دواتی
ابواسحاق، ابراهیم دواتی (؟ - ۱۱۵۳م) (نسب: ابراهیم بن محمد بن ابراهیم بن احمد) محدث ایرانی اصفهانی در نیمهٔ اول سدهٔ ششم هجری بود. در «کوی خوزیان» (محلهٔ خوزستانی‌ها) در شهر اصفهان ساکن بود. از پدربزرگ سمعانی، ابوالمظفر منصور، از قاضی ابومنصور بن شکرویه، از ابوعبدالله قاسم ثقفی و دیگران سماع حدیث است.